# Trichoceronia latifrons
Trichoceronia latifrons är en tvåvingeart som först beskrevs av Aldrich 1934.  Trichoceronia latifrons ingår i släktet Trichoceronia och familjen parasitflugor. Inga underarter finns listade i Catalogue of Life.